# Cupido phiala
Cupido phiala är en fjärilsart som beskrevs av Grum-grshimailo. Cupido phiala ingår i släktet Cupido och familjen juvelvingar. Inga underarter finns listade i Catalogue of Life.